# Felonica
Felonica is een gemeente in de Italiaanse provincie Mantua (regio Lombardije) en telt 1586 inwoners (31-12-2004). De oppervlakte bedraagt 22,5 km², de bevolkingsdichtheid is 75 inwoners per km².

## Demografie
Felonica telt ongeveer 619 huishoudens. Het aantal inwoners daalde in de periode 1991-2001 met 8,9% volgens cijfers uit de tienjaarlijkse volkstellingen van ISTAT.
| Jaar | Inwoneraantal |
| ---- | ------------- |
| 1991 | 1810          |
| 2001 | 1649          |

## Geografie
Felonica grenst aan de volgende gemeenten: Bondeno (FE), Calto (RO), Castelmassa (RO), Ficarolo (RO), Salara (RO), Sermide.